# Coccoderus speciosus
Coccoderus speciosus är en skalbaggsart som beskrevs av Pierre Émile Gounelle 1909. Coccoderus speciosus ingår i släktet Coccoderus och familjen långhorningar. Inga underarter finns listade i Catalogue of Life.